# Litouwse Wikipedia
De Litouwse Wikipedia (Litouws: Vikipediją, laisvąją enciklopediją) is een uitgave van de online encyclopedie Wikipedia in het Litouws.
De Litouwse Wikipedia ging reeds in 2003 van start, maar groeide pas echt in 2004. Op 12 oktober 2009 waren er 100.000 artikelen.

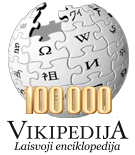
Logo van de Litouwse Wikipedia, met 100.000 artikelen